# Gerry Conway
Gerry Conway   (Brooklyn, 10 de setembre de 1952) Gerard Francis Conway, és un escriptor de còmics, editor de còmics, guionista, escriptor de televisió i productor de televisió estatunidenc. És conegut per cocrear l'antiheroi vigilant de Marvel Comics, el Punisher, així com el clon de Spider-Man conegut posteriorment com Scarlet Spider (Ben Reilly), i la primera Ms. Marvel (Carol Danvers), i també per escriure la mort del personatge Gwen Stacy durant la seva llarga carrera a The Amazing Spider-Man.
A DC Comics, és conegut per haver cocreat els superherois Firestorm, Power Girl, Jason Todd i el malvat Killer Croc, i per escriure la Lliga de la Justícia d'Amèrica durant vuit anys. Conway va escriure el primer gran crossover modern entre companyies, Superman vs. the Amazing Spider-Man.

## Biografia
Nascut a Brooklyn, Nova York, Nova York, Conway va créixer un fan del còmic; una carta seva apareix a Fantastic Four núm. 50 (data de portada maig de 1966), quan Conway tenia tretze anys. Va assistir a la Universitat de Nova York durant un temps.

## Carrera
Va publicar el seu primer treball de còmic professional als setze anys, amb una història de terror de sis pàgines i mitja "Aaron Philips' Photo Finish" a House of Secrets núm.  81 de DC Comics (setembre de 1969). Va continuar venent aquestes històries antològiques per a aquella sèrie i per a les sèries de Marvel Chamber of Darkness i Tower of Shadows fins a finals de 1970, moment en què també havia publicat contes breus d'una pàgina a l'All-Star Western núm.  1 de DC (setembre de 1970) i Super DC Giant  núm. S-14 (octubre de 1970). Va publicar la seva primera història de personatges establerts al còmic semi-antològic d'ocultisme de DC The Phantom Stranger núm.  10 (desembre de 1970).
Conway va recordar que va entrar a Marvel Comics a través del llavors director editorial de Marvel, Roy Thomas:
| « | (anglès) I'd been writing for DC Comics for two or three years...but to paraphrase the joke about the actor's ambitions to be a director, what I really wanted to do was write superheroes – specifically Marvel heroes. Through friends I'd become acquainted with Roy Thomas, who was Stan Lee's right-hand man at the time, and Roy offered me a shot at the Marvel 'writing test.' Stan wasn't impressed, but Roy liked what I did, and began throwing some short assignments my way, including scripting over his plot on an early Ka-Zar [story]. | (català) Portava dos o tres anys escrivint per a DC Comics... però per parafrasejar la broma sobre les ambicions de l'actor de ser director, el que realment volia fer era escriure superherois, concretament herois de Marvel. A través d'amics vaig conèixer en Roy Thomas, que era la mà dreta de Stan Lee en aquell moment, i en Roy em va oferir una oportunitat a la "prova d'escriptura" de Marvel. A Stan no li va impressionar, però a Roy li va agradar el que vaig fer, i va començar a fer-me algunes tasques curtes, inclosa el guió de la seva trama en una de les primeres Ka-Zar [història]. | » |

Després de la seva primera història amb personatges de la continuïtat de Marvel, amb el seu guió per al senyor de la selva Ka-Zar a Astonishing Tales núm.  3 (desembre de 1970), Conway va començar a escriure històries de superherois amb Daredevil núm.  72 (gener de 1971). Ràpidament va passar a les tasques dIron Man, The Incredible Hulk, i tant "Inhumans" com "Black Widow" apareixen com serials de la sèrie Amazing Adventures. Va escriure la primera història de Man-Thing, el 1971, compartint crèdits de co-creació amb Stan Lee i Roy Thomas. Conway finalment va escriure pràcticament tots els grans títols de Marvel i va cocrear (amb els escriptors Roy & Jean Thomas i l'artista Mike Ploog) el personatge principal licantròpic del serial "Werewolf by Night", a Marvel Spotlight núm.  2 (febrer de 1972); també va escriure el número d'estrena de The Tomb of Dracula de Marvel, introduint l'antic vampir literari a l'Univers Marvel.
Als 19 anys, Conway va començar a escriure The Amazing Spider-Man, succeint a Stan Lee com a escriptor d'un dels títols insígnies de Marvel. La seva carrera, dels números 111-149 (agost de 1972 - octubre de 1975), va incloure la història històrica de la mort de Gwen Stacy al número 121 (juny de 1973). Vuit números més tard, Conway i Andru van presentar el Punisher com un dolent conflictiu de Spider-Man, així com el Jackal. The Punisher es va convertir en una estrella popular de nombrosos còmics i s'ha adaptat a tres pel·lícules i una sèrie de televisió amb imatge real. Conway també va escriure Fantastic Four, del número 133 al 152 (abril de 1973 - novembre de 1974).
A finals de 1972, Conway i els escriptors Steve Englehart i Len Wein van crear un crossover no oficial metafictici que abastava títols de les dues grans companyies de còmics. Cada còmic presentava Englehart, Conway i Wein, així com la primera dona de Wein, Glynis, interactuant amb personatges de Marvel o DC a la Rutland Halloween Parade a Rutland, Vermont. Començant a Amazing Adventures núm.  16 (d'Englehart amb art de Bob Brown i Frank McLaughlin), la història va continuar a Justice League of America núm.  103 (de Wein, Dick Dillin i Dick Giordano), i va concloure a The Mighty Thor núm.  207 (de Conway i el dibuixant John Buscema). Tal com va explicar Englehart l'any 2010, "Semblava que era un concepte radical i sabíem que havíem de ser subtils (riu) i que cada història s'havia de mantenir per ella mateixa, però realment ho vam treballar. Val molt la pena llegir aquestes històries una darrera l'altra, no ens importava que una fos a DC i dues a Marvel, crec que vam ser nosaltres sent creatius, pensant què seria genial fer-ho".
Conway va tornar a DC Comics a mitjans de 1975, començant amb tres títols amb data de portada de novembre de 1975: Hercules Unbound núm.  1, Kong the Untamed núm.  3 i Swamp Thing núm.  19. Va escriure un renaixement de la sèrie de còmics de l'Edat d'Or All Star Comics que va presentar el personatge de Power Girl. Poc després, va ser escollit pels editors de Marvel i DC per escriure l'històric crossover entre companyier Superman vs. the Amazing Spider-Man núm.  1, un còmic one-shot amb mida de tabloide, de 2 dòlars, quan els còmics es venien a 25 cèntims.
Va continuar escrivint per a DC, en títols com Superman, Detective Comics (protagonitzat per Batman), Metal Men, Justice League of America, 1st Issue Special núm.  11 protagonitzat per Codename: Assassin, i el del personatge amb llicència Tarzan. Conway va tornar breument a Marvel, on va succeir a Marv Wolfman com a director editorial (editor-in-chief) el març de 1976, però va ocupar la feina "aproximadament un mes i mig" només, va renunciar al càrrec i va ser succeït per Archie Goodwin.
Durant un temps, una confluència de programes de publicació va donar lloc a que les històries de Conway apareguessin als còmics de Marvel i DC el mateix mes: els prolífics còmics de Conway amb dates de portada de gener de 1977 només, per exemple, són The Avengers, The Defenders, Captain Marvel, Iron Man, The Spectacular Spider-Man i els números d'estrena de Ms. Marvel i Logan's Run de Marvel i Superman i Action Comics de DC.

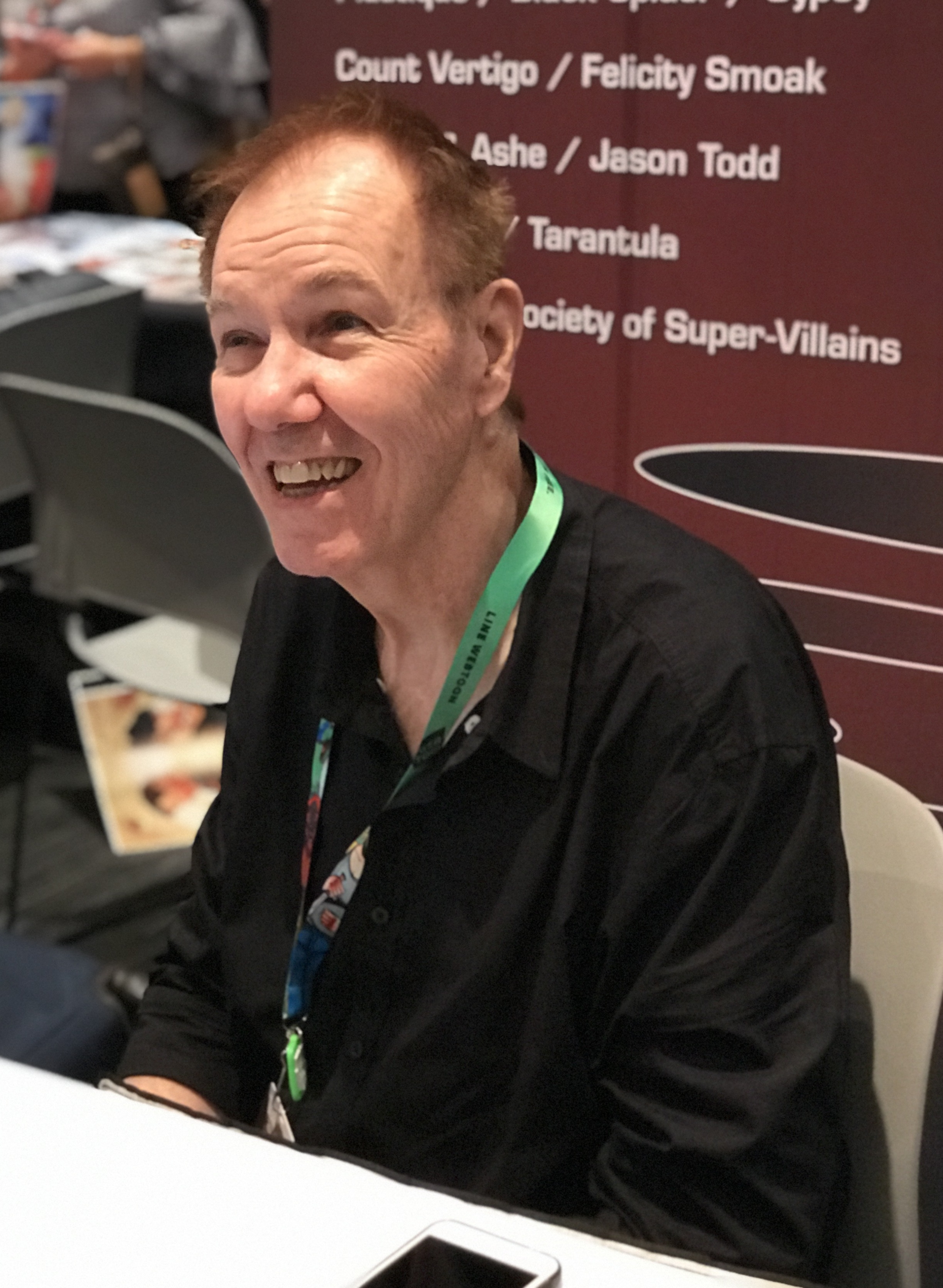
Conway a la Comic Con de Nova York.

Després d'abandonar la direcció editorial de Marvel, va tornar a escriure en exclusiva per a DC durant la següent dècada escrivint títols tant importants com menors, des dels que inclouen Superman, Wonder Woman i la Legion of Super-Heroes fins a sèries com Weird Western Tales, Atari Force i Sun Devils. Va tenir vuit anys a Justice Legue of America, escrivint la majoria dels números del número 151 al 255 (febrer de 1978 - octubre de 1986) inclòs el número 200 d'aniversari de doble mida (març de 1982). Conway va escriure dos projectes addicionals de Superman en el format tabloide de gran mida, Superman vs. Wonder Woman, dibuixat per José Luis García-López, i Superman vs. Shazam, dibuixat per Rich Buckler.
Va cocrear els personatges Firestorm amb l'artista Al Milgrom i Steel, the Indestructible Man amb l'artista Don Heckals números d'estrena (tots dos de març de 1978) dels respectius titulars dels còmics. Dues altres co-creacions de Conway, The Deserter (amb l'artista Dick Ayers) i The Vixen (amb l'artista Bob Oksner) també estaven programades per rebre la seva pròpia sèrie, però es van cancel·lar abans que es publiqués cap número. A més, va cocrear els personatges Vibe i Gypsy. Com a escriptor de Batman núm.  337–359 (juliol de 1981 – maig de 1983) i del serial "Batman" a Detective Comics núm.  497–526 (desembre de 1980 - maig de 1983), va presentar els personatges Killer Croc i Jason Todd, el darrer dels quals es va convertir en el segon Robin, succeint al company original Dick Grayson. Amb l'artista Gene Colan, Conway va reviure els supermalvats de l'Edat Daurada Doctor Death a Batman núm.  345 (març de 1982) i el Monk a Batman núm.350 (agost de 1982).
Conway va ser un col·laborador freqüent de Roy Thomas. Junts van escriure una història d'equip de dues parts Superman-Captain Marvel a DC Comics Presents núm.  33–34 (maig-juny de 1981); els mini-còmics d'Atari Force i Swordquest empaquetats amb videojocs Atari 2600; i tres crossovers de la Justice League of America- Justice Society of America. Conway va aportar idees al còmic d'animals parlants Captain Carrot and His Amazing Zoo Crew!, creat per Thomas i Scott Shaw. Thomas i Conway havien de ser els co-guionistes del crossover intercompanyies JLA/Avengers, però les disputes editorials entre DC i Marvel van provocar la cancel·lació del projecte. Conway va ser un dels col·laboradors de la sèrie limitada DC Challenge el 1986.
Va tornar a Marvel a la dècada de 1980 i va ser l'escriptor habitual tant de The Spectacular Spider-Man com de Web of Spider-Man des de 1988 fins a 1990. Conway va declarar el 1991 que "Entenc el personatge molt millor ara que quan tenia dinou anys. I una de les coses bones dels personatges de Marvel és que pots mantenir-los frescos canviant-los una mica." La seva carrera a Spectacular va incloure arcs de la història com la "Lobo Brothers Gang War". Va renunciar a les tasques d'escriptura d'ambdós títols quan es va convertir en l'editor de la història de la sèrie de televisió Father Dowling Mysteries. Els últims crèdits de còmics registrats de Conway durant molts anys van ser "Kirbyverse" NightGlider de Topps Comics núm.  1 (abril de 1993), guió d'una trama de Roy Thomas i una història per a Disney Adventures, publicada el 1995.
Conway va tornar als còmics el 2009 i va escriure The Last Days of Animal Man de DC Comics, amb l'artista Chris Batista. El 2011, va escriure DC Retroactive: Justice League - The '80s one-shot. També per a DC, va escriure el serial de Firestorm a Legends of Tomorrow núm.  1–6 el 2016.
El 2015, va tornar a Spider-Man escrivint una història a Spider-Verse Team Up núm.  2 i la història "Spiral" a The Amazing Spider-Man núm.  16.1–20.1. Va tornar a treballar com a escriptor habitual d'una sèrie aquell mateix any amb Carnage, que va tenir 16 números fins al 2017. El 2016, va tornar a la seva creació The Punisher escrivint The Punisher Annual núm.  1. Del 2016 al 2017, va escriure The Amazing Spider-Man: Renew Your Vows núm.  1–9, seguit de What If? Spider-Man núm.  1 el 2018 i l'únic The Amazing Spider-Man: Going Big, dibuixat per Mark Bagley, el 2019.

### Llibres, historietes, guions
A més dels còmics, Conway va publicar dues novel·les de ciència-ficció: The Midnight Dancers i Mindship També va escriure els diaris del 14 de febrer al 3 de desembre de 1983 de la tira còmica del diari sindicat Star Trek, basat en la sèrie de televisió dels anys 60.
Conway també es va dedicar a l'escriptura de guions a la dècada de 1980, començant amb el llargmetratge d'animació Tygra, foc i gel (1983), coescrit amb Roy Thomas, basat en personatges creats per Ralph Bakshi i Frank Frazetta. Conway i Thomas van escriure la base de la història del guió de Stanley Mann per a la pel·lícula Conan el Destructor (1984). Després, Conway i Thomas també van treballar en el guió d'una pel·lícula d'imatge real de X-Men per a la productora Nelvana que no es va produir a causa dels problemes financers de la distribuïdora Orion Pictures i la posterior fallida.
Conway va escriure, i després va produir, sèries de televisió com Father Dowling Mysteries, Diagnosis: Murder, Matlock, Jake and the Fatman, Hercules: The Legendary Journeys, Baywatch Nights, Pacific Blue, Silk Stalkings, telefilms de Perry Mason, Law & Order, The Huntress, Law &amp; Order: Criminal Intent, i un episodi de Batman: The Animated Series ("Appointment in Crime Alley"). Conway va fer referència sovint a les seves connexions amb còmics durant la seva etapa a Law & Order posant noms als personatges del programa noms de creadors de còmics com John Byrne.

## Vida personal
La primera dona de Conway va ser l'escriptora de còmics Carla Conway. La parella té una filla, Cara. La seva segona dona, Karen, és una psicòloga que treballa amb nens autistes. Es van casar el 1992 i tenen una filla, Rachel. Des del 2015, ell i la seva dona Laura viuen a Thousand Oaks, Califòrnia.
Conway es va criar com a cristià, però va declarar en una entrevista del 2013 que "no tenir cap creença religiosa en aquest moment".
L'octubre de 2022, a Conway se li va diagnosticar càncer de pàncrees i es va sotmetre a una cirurgia de Whipple per extirpar el tumor, la qual cosa va provocar diverses hospitalitzacions, però va tornar a les xarxes socials el setembre de 2023 per declarar que estava lliure de càncer.